# ビデオ・ゲーム・ミュージック
『ビデオ・ゲーム・ミュージック』（VIDEO GAME MUSIC）は、日本初のゲームミュージックのサウンドトラック作品で、細野晴臣プロデュースのアルバムである。ナムコが1980年から1983年にリリースしたアーケードゲームのBGM・効果音を収録している。

## 解説
1983年11月、『ゼビウス』のファンであった細野晴臣が開発者の遠藤雅伸と、雑誌『ログイン』の野々村文宏の仲介で対談し、その模様が同誌1984年2月号に掲載された。その席で、細野は『ゼビウス』のBGMも気に入っており、ローランド MC-8でBGMを再現して遊んでいたと告白。この対談がきっかけで、ゲームミュージックのアルバム制作の機運が盛り上がる。
前例のないアルバムのため、プロジェクトの開始までに時間がかかったが、1984年2月中旬にレコーディング開始。基板からPCM形式で音を直接ライン収録する手法が採られ、手間を要したものの最終的には収録から編集まで2週間で終了した。なお、遠藤も音源制作に協力している。
発売後は初週5700枚を売り上げる好セールスを記録し、オリコンチャート初登場19位に入る快挙を達成した。
当初はレコードとカセットテープのみの発売であったが、1986年4月25日に『ザ・ベスト・オブ・ビデオ・ゲーム・ミュージック』として初CD化（1985年発売『ザ・リターン・オブ・ビデオ・ゲーム・ミュージック』のA面とカップリング収録）。また1996年12月24日には、¥ENレーベル作品のボックスCD『¥EN BOX VOL.2』に、『スーパーゼビウス』とともに収録。
2001年にはサイトロンディスクより、アルバム単体でのCD化がなされた。このCD化にあたっては、復刻版ライナーノーツのほか、当時の制作事情や収録ゲームのエピソードなどを記載した新たな冊子が同梱されている。

## 収録曲

### SIDE A
1. XEVIOUS（作曲：慶野由利子）
  - ゲームセンターの喧噪から始まり、ゼビウスのプレイ中の音を収録。その後BGMと効果音を用いたリミックスに続き、最後に2 - 5位ネームレジストが流れ、フェードアウトして終わる。
  - 冒頭の喧噪は、実際にゲームセンターで収録を行ったもの[3]。そのため、『ハイパーオリンピック』や『マリオブラザーズ』などの他社作品の音も、まぎれて収録されている。
  - タイトルは「ゼビウス」であるが、収録に使われたのは『スーパーゼビウス』の基板である[8]。
  - 慶野は後にゲームが連射モードで収録されてると指摘、「ディップスイッチの設定1つで直ったのに」と収録に立ち会えなかったことを残念がっていた[7]。
2. BOSCONIAN（作曲：大野木宜幸）
  - ほぼ効果音とボイスで構成されている。サウンドテストで「レバーを左に入れた状態で、時計回りに5回転させ、手前に来たらレバーを離す」と、同じ音を出すことができる[9]。
3. PAC-MAN（作曲：甲斐敏夫）
4. PHOZON（作曲：慶野由利子）
5. MAPPY（作曲：大野木宜幸）
  - 一部効果音がステレオ化されている（本来ゲームでは全てモノラル）。
  - ラウンド中にターゲットは10個までしか存在しないが、ターゲット取得音が11回鳴らされている[10]。

### SIDE B
1. LIBBLE RABBLE（作曲：大野木宜幸）
  - BGMと効果音を用いたリミックス・バージョンを収録。
2. POLE POSITION（作曲：大野木宜幸）
3. NEW RALLY-X（作曲：大野木宜幸）
4. DIG DUG（作曲：慶野由利子）
  - アナログ盤のオビでは「デグダグ」と誤記されている。
5. GALAGA（作曲：大野木宜幸）
  - BGMと効果音のほか、シンセサイザーも加えたアレンジ・バージョンを収録。遠藤が終盤の展開を「ミッドナイトハイウェイ」と表現している[3]。

## 補足
- レコードジャケットの人物の顔は、『ゼビウス』AREA 5の埠頭の写真に、口をつけたもの。ただし初期盤には口が無く、身体部分のイラストの色も異なっている。2001年版CDのジャケットは口付きのレコードと同じデザインだが、ライナーノーツを裏返してケースに入れ直すと、初期盤のデザインに変更出来る。また、この人物は当時のナムコットのCMにも細野晴臣と一緒に登場している。なお、カセットテープのジャケットは単純に『ポールポジション』のゲーム画面のみ。
- ライナーノーツには野々村文宏、中沢新一が寄稿している。
- 1984年5月10日には、ナムコ直営のゲームセンター「プレイシティキャロット田町店」に細野・遠藤両名を招き、松居直美・三田寛子進行のもとテレビ生中継（TBSテレビ『生だ!おもしろ特急便』）[11]で本作が紹介された[3]。